# 救国軍事会議

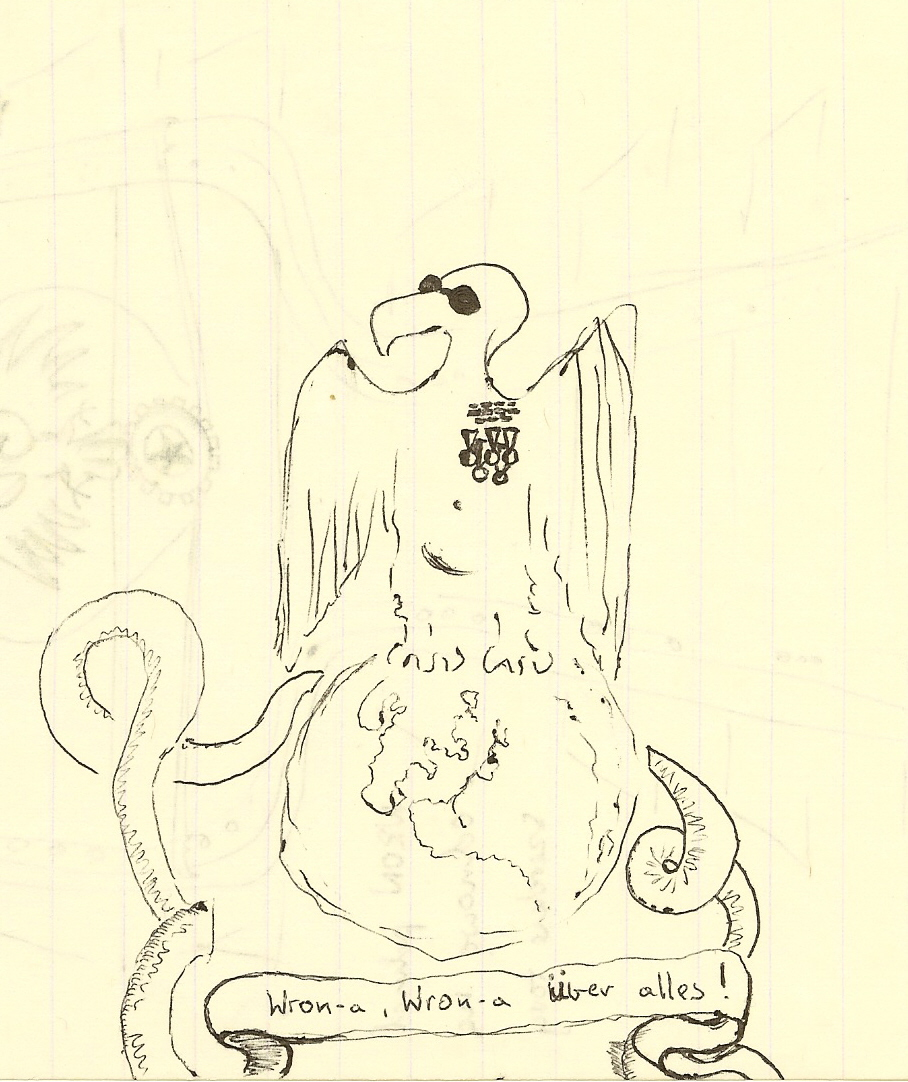
救国軍事会議を揶揄した絵。
サングラスをかけ胸に勲章を並べたカラスが地球の上に乗っている。
地球の下のリボンに掲げられた標語"WRONa, WRONa über alles!"(WRONよ、WRONよ、全ての物の上にあれ）は、ドイツの国歌の歌詞のパロディ。

救国軍事会議（ポーランド語：Wojskowa Rada Ocalenia Narodowego、略称：WRON）は、ポーランド人民共和国において、1981年から1983年の戒厳令下で、ポーランドを統治した機関である。1981年12月12日の夜に発足し、1983年7月23日に解散した。ヴォイチェフ・ヤルゼルスキ将軍に率いられた救国軍事会議は、憲法上の規定のない性質のもので、軍事政権としての特徴を持っている。憤慨した人々は、この機関をカラスと呼んだ。あるいは、第二次大戦中のドイツの国章である黒い鷲を、やはりカラスと呼んでいたことを連想する者もいた。また、救国軍事会議をからかった歌が連帯のメンバーによりつくられた。例えば、「緑のカラス」（緑は軍服や戦闘服を連想させるから）、「カラスが鳴いて、それが何」というものがある。
2006年、救国軍事会議のメンバーは、暴力的犯罪集団を率いたという理由で、共産主義犯罪の罪で国家記銘院の検察官に告発された。

## 救国軍事会議メンバー
（階級役職は当時のもの）
- ヴォイチェフ・ヤルゼルスキ元帥 - ポーランド統一労働者党第一書記、ポーランド人民共和国首相、国防大臣
- ルドヴィク・ヤンチシン提督 - 海軍司令官
- エウゲニウシュ・モルチク大将 - 教育総監、国防副大臣
- フロリアン・シヴィツキ大将 - ポーランド軍参謀本部参謀長、国防副大臣
- タデウシュ・トゥチャプスキ大将 - 国土防衛監察総監、国防副大臣
- ユゼフ・バルィワ中将 - ポーランド軍政治本部長、国防副大臣
- タデウシュ・フパウォフスキ中将 - 総務・農業・環境大臣
- チェスワフ・キシュチャク中将 - 内務大臣
- タデウシュ・クレプスキ中将 - 航空軍司令官
- ロンギン・ウォゾヴィツキ中将 - 防空軍司令官
- ヴウォジミェシュ・オリヴァ中将 - ワルシャワ軍管区司令官
- チェスワフ・ピョトロフスキ中将 - 石炭・エネルギー大臣
- ヘンルィク・ラパツェヴィチュ中将 - シュロンスク軍管区司令官
- ユゼフ・ウジツキ中将 - ポモルスキ軍管区司令官
- ジグムント・ジェリンスキ中将 - 救国軍事会議書記、国防省人事部長
- ミハウ・ヤニシェフスキ少将 - 閣僚会議議長
- イェジ・ヤロシュ少将 - 第一ワルシャワ機械化師団長
- タデウシュ・マカレヴィチュ大佐
- カジミェシュ・ガルバチク大佐
- ロマン・レシ大佐
- ミロスワフ・ヘルマシェフスキ中佐[注 4]
- イェジ・ヴウォシンスキ中佐

## 標語など
戒厳令中に救国軍事会議をからかったユーモア、標語、歌など。
- カラスはワシを負かすことはできない！（Orła wrona nie pokona!：白いワシがポーランドの象徴であることから）
- ヴロン-ドン川の向こうへ消えよ！（Wron - won za Don!：ここでは、ドン川はソ連を象徴している）
- カラスが鳴いて、それが何
- カラスは我々を負かすことはできない (WRONa nas nie pokona!)
- カラスは死ぬ ("WRONa skona")  - 1981年12月13日付けのバウティク紙に音楽に関するコラムが掲載された。そのコラムの各パラグラフの先頭の文字を並べると、"WRONA SKONA" となるものであった。
- 12月13日、記憶に残るその年に、黒い卵が孵ってカラスが生まれた・・・（歌の歌詞）
- パーチが驚いたことには、ナニが大きくなってカラスになった（Zdziwiły się OKON-ie że PRON-cie wyrosło WRON-ie!：OKON、PRON とも戒厳令下で発足した組織の名[注 5]）
- もしカラスの中に混じったら、同志、君は赤くなれ（カラスの中に混じったらカラスのように鳴け - 郷に入れば郷に従え - のパロディ）
- 救国軍事会議を率いたヴォイチェフ・ヤルゼルスキ将軍は黒いサングラスを掛けていた。そのため、「目の見えない奴」、「シレポヴロン[注 6]」、「溶接工[注 7]」、「ピノチェト[注 8]」などとも揶揄された。